# Lutas nos Jogos Olímpicos de Verão da Juventude de 2010 - Livre até 60 kg feminino
A competição da categoria até 60 kg feminino da luta livre nos Jogos Olímpicos de Verão da Juventude de 2010 foi disputada no dia 16 de agosto no Centro Internacional de Convenções, em Cingapura. Um total de nove lutadoras participou deste evento, limitado a atletas com peso corporal inferior a 60 quilogramas. Ao contrário dos Jogos Olímpicos de Verão, nos Jogos da Juventude foi distribuída apenas uma medalha de bronze por categoria.

## Medalhistas
| Ouro   | MGL Battsetseg Baatarzorig |
| Prata  | IND Pooja Dhanda           |
| Bronze | RUS Svetlana Lipatova      |

## Resultados
As lutadoras competiram entre si dentro das duas chaves. As primeiras colocadas de cada chave disputaram o ouro e as segundas colocadas o bronze.

### Preliminares

#### Grupo A
| Pos | Atleta                  | PC | PT | L | V | D |
| --- | ----------------------- | -- | -- | - | - | - |
| 1   | IND Pooja Dhanda        | 10 | 17 | 3 | 3 | 0 |
| 2   | BUL Dzhanan Ahmed       | 6  | 8  | 3 | 2 | 1 |
| 3   | USA Jenna Rose Burkert  | 4  | 4  | 3 | 1 | 2 |
| 4   | SIN Erna Natasha Puteri | 0  | 0  | 3 | 0 | 3 |

| USA Jenna Rose Burkert | 0-3 | IND Pooja Dhanda        | (PT: 0-2) |
| BUL Dzhanan Ahmed      | 3-0 | SIN Erna Natasha Puteri | (PT: 5-0) |
| USA Jenna Rose Burkert | 0-3 | BUL Dzhanan Ahmed       | (PT: 0-3) |
| IND Pooja Dhanda       | 4-0 | SIN Erna Natasha Puteri | (PT: 6-0) |
| USA Jenna Rose Burkert | 4-0 | SIN Erna Natasha Puteri | (PT: 4-0) |
| IND Pooja Dhanda       | 3-0 | BUL Dzhanan Ahmed       | (PT: 9-0) |

#### Grupo B
| Pos | Atleta                     | PC | PT | L | V | D |
| --- | -------------------------- | -- | -- | - | - | - |
| 1   | MGL Battsetseg Baatarzorig | 13 | 16 | 4 | 4 | 0 |
| 2   | RUS Svetlana Lipatova      | 10 | 27 | 4 | 3 | 1 |
| 3   | NGR Christiana Victor      | 8  | 19 | 4 | 2 | 2 |
| 4   | NZL Tayla Ford             | 4  | 4  | 4 | 1 | 3 |
| 5   | GUI Aminata Souare         | 0  | 0  | 4 | 0 | 4 |

| NZL Tayla Ford             | 0-3 | MGL Battsetseg Baatarzorig | (PT: 0-3)  |
| GUI Aminata Souare         | 0-3 | NGR Christiana Victor      | (PT: 0-10) |
| NZL Tayla Ford             | 0-3 | RUS Svetlana Lipatova      | (PT: 0-8)  |
| MGL Battsetseg Baatarzorig | 4-0 | GUI Aminata Souare         | (PT: 9-0)  |
| NZL Tayla Ford             | 0-3 | NGR Christiana Victor      | (PT: 0-7)  |
| MGL Battsetseg Baatarzorig | 3-1 | RUS Svetlana Lipatova      | (PT: 2-2)  |
| NZL Tayla Ford             | 4-0 | GUI Aminata Souare         | (PT: 4-0)  |
| NGR Christiana Victor      | 1-3 | RUS Svetlana Lipatova      | (PT: 1-8)  |
| MGL Battsetseg Baatarzorig | 3-1 | NGR Christiana Victor      | (PT: 2-1)  |
| GUI Aminata Souare         | 0-3 | RUS Svetlana Lipatova      | (PT: 0-9)  |

### Fase final

#### Disputa pelo 9º lugar
| Sem oponente | - | GUI Aminata Souare |  |

#### Disputa pelo 7º lugar
| SIN Erna Natasha Puteri | 0-3 | NZL Tayla Ford | (PT: 0-8) |

#### Disputa pelo 5º lugar
| USA Jenna Rose Burkert | 3-1 | NGR Christiana Victor | (PT: 4-4) |

#### Disputa pelo bronze
| BUL Dzhanan Ahmed | 0-3 | RUS Svetlana Lipatova | (PT: 0-5) |

#### Final
| IND Pooja Dhanda | 1-3 | MGL Battsetseg Baatarzorig | (PT: 2-8) |

## Classificação final
| Pos.              | Atleta                     |
| ----------------- | -------------------------- |
| Medalha de ouro   | MGL Battsetseg Baatarzorig |
| Medalha de prata  | IND Pooja Dhanda           |
| Medalha de bronze | RUS Svetlana Lipatova      |
| 4                 | BUL Dzhanan Ahmed          |
| 5                 | USA Jenna Rose Burkert     |
| 6                 | NGR Christiana Victor      |
| 7                 | NZL Tayla Ford             |
| 8                 | SIN Erna Natasha Puteri    |
| 9                 | GUI Aminata Souare         |